# Priaranza del Bierzo
Priaranza del Bierzo es un municipio y villa española de la provincia de León, en la comunidad autónoma de Castilla y León. Se encuentra en la comarca de El Bierzo y cuenta con una población de 699 habitantes (INE 2024). Es uno de los municipios leoneses en los que se habla tanto leonés como gallego.

## Municipio
El municipio de Priaranza del Bierzo está integrado por Entidades Locales menores constituidas en Juntas Vecinales, formando el municipio las localidades de Priaranza del Bierzo, Villalibre de la Jurisdicción, Santalla del Bierzo, Paradela de Muces, Villavieja y Ferradillo.

## Historia

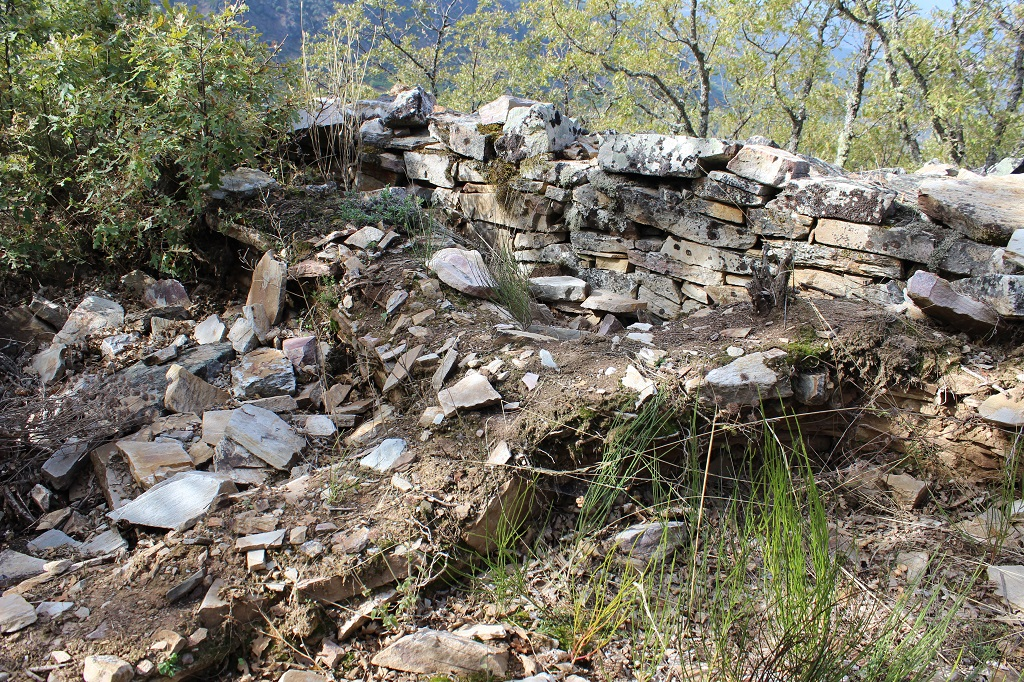
Interior del Castro de Peña del Hombre, en Paradela de Muces

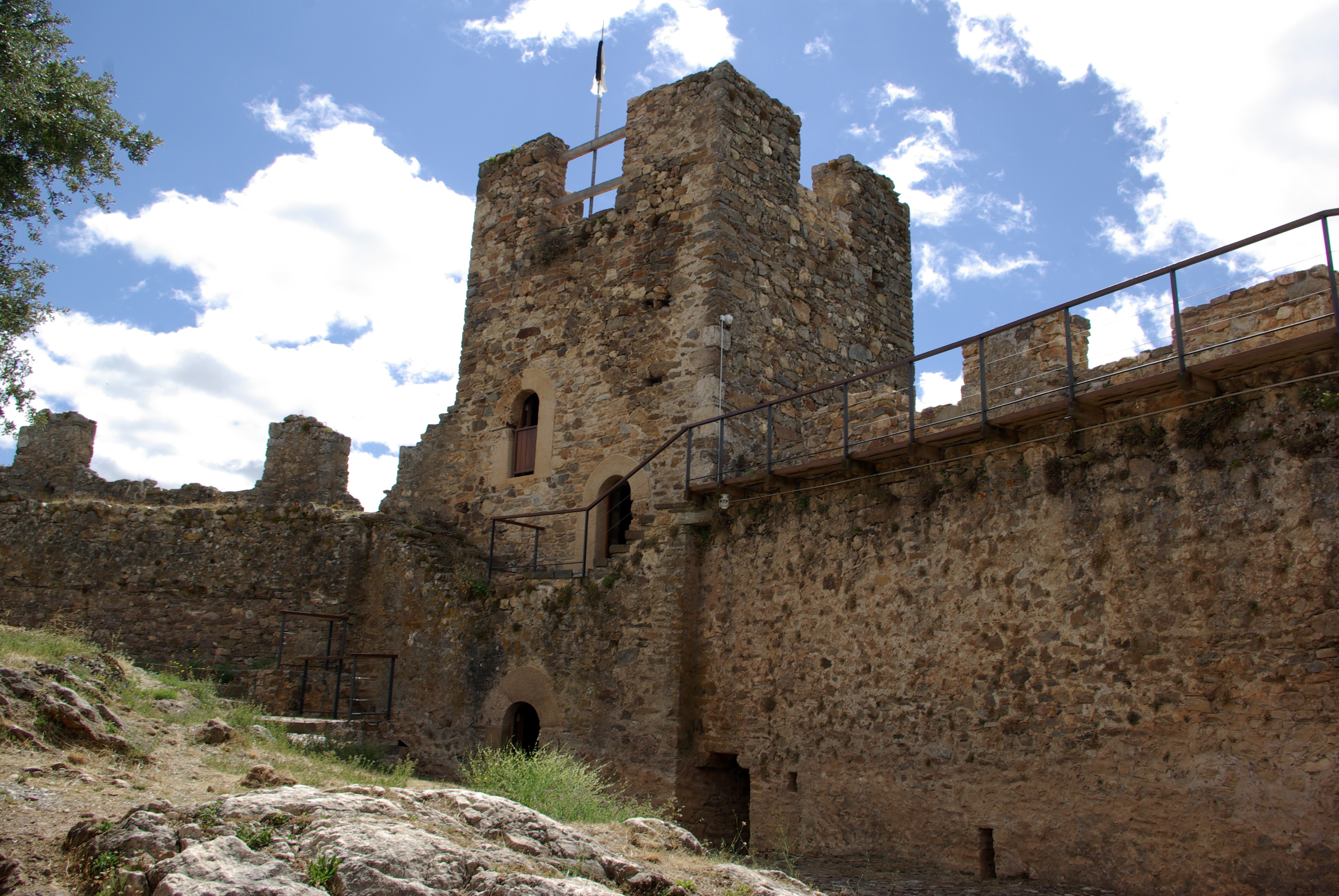
Interior del castillo de Cornatel

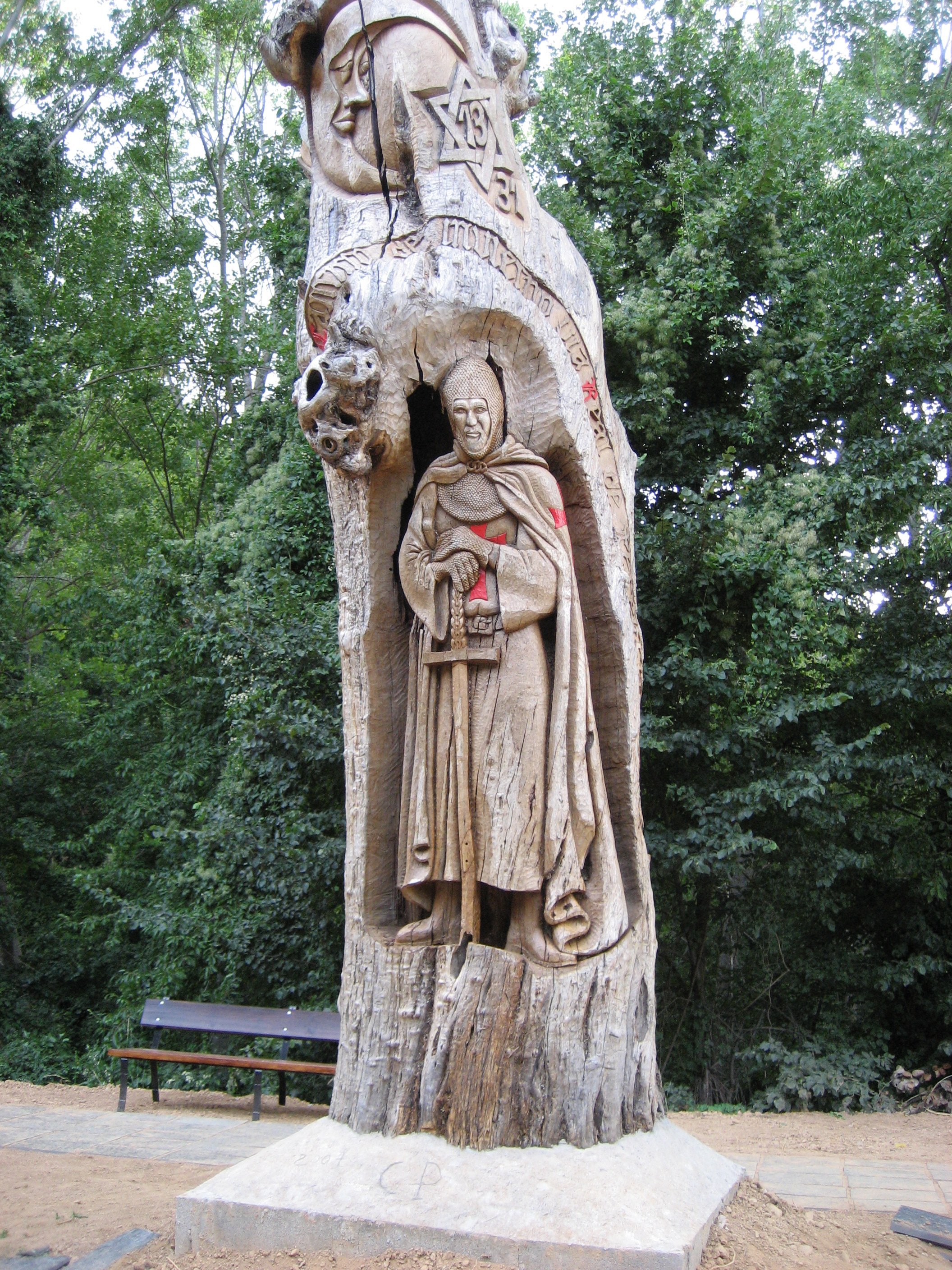
Escultura alegórica de un caballero templario en Santalla del Bierzo

Los primeros vestigios de poblamiento humano en el municipio se datan en época prerromana, de la que se conserva el castro Castro peña del Hombre, que estuvo habitado por tribus astures y se ubica en la pedanía de Paradela de Muces, que está datado entre los años 200 y 600 a. C.
Posteriormente, ya en época romana se atestigua la presencia humana en el municipio al discurrir por el mismo un canal romano que partía desde los montes de Valdueza, pasando por los montes Aquilanos hasta Orellán, y que estaría relacionado con las explotación aurífera romana de Las Médulas.
Precisamente como enclave para la defensa de la actividad aurífera de Las Médulas se cree que tendría su origen como destacamento militar el actual castillo de Cornatel, que se correspondería con el castillo de Ulver recogido en la documentación de la Alta Edad Media, y que habría ocupado la situación de un antiguo castro. Así, a mediados del siglo XI aparece como tenente del castillo el conde Munio Muñiz, mientras que desde 1093 hasta 1108, aparece como tenente de dicha fortaleza Jimena Muñiz, amante del rey Alfonso VI de León. Posteriormente, tras la donación en 1211 de la villa de Ponferrada a la Orden del Temple por parte del rey Alfonso IX de León, esta Orden acabaría tomando la posesión de Ulver, acreditada por una escritura del Cartulario de San Pedro de Montes de 1228: «Tenente Ulver Freyres del Templo». En este sentido, los templarios se mantuvieron al frente de la fortaleza hasta 1312, cuando se decretó la desaparición de dicha orden, donando en 1327 Alfonso XI el castillo a Álvar Núñez Osorio, apareciendo el castillo denominado como Cornatel por primera vez en 1378.
En cuanto a la fundación de Priaranza y del resto de las localidades del municipio, ésta se dataría en la Alta Edad Media, habiéndose integrado en el Reino de León desde la creación de éste en el año 910, en cuyo seno se habría acometido la fundación o repoblación de las mismas. Por otro lado, debido a esta adscripción territorial desde la Alta Edad Media, durante toda la Edad Moderna las localidades del municipio formaron parte de la jurisdicción del Adelantamiento del reino de León.
Ya en el siglo XV, con la reducción de ciudades con voto en Cortes a partir de las Cortes de 1425, las localidades del municipio pasaron a estar representadas por León, lo que les hizo formar parte de la provincia de León en la Edad Moderna, situándose dentro de ésta en el partido de Ponferrada. Precisamente en este siglo, en 1467, se produjo la Revuelta Irmandiña, que tuvo consecuencias también en tierras leonesas, siendo el castillo de Cornatel tomado y, en gran parte, destruido, como otras fortalezas bercianas. Por este motivo, en 1469 Pedro Álvarez Osorio mandó reconstruir sus castillos, entre ellos el de Cornatel, aunque a su muerte, en 1483, estalló un conflicto sucesorio que los Reyes católicos solventaron en 1486 con la creación del marquesado de Villafranca, pasando Cornatel a depender del marquesado villafranquino, lo cual no evitó que en 1507 el conde de Lemos, no contento con esta resolución, volviese a someter a un asedio al castillo de Cornatel, si bien no logró alterar su dependencia de Villafranca.
Finalmente, en la Edad Contemporánea, en 1821 Priaranza fue una de las localidades que pasó a formar parte de la provincia de Villafranca, si bien al perder ésta su estatus provincial al finalizar el Trienio Liberal, en la división de 1833 Priaranza quedó adscrito a la provincia de León, dentro de la Región Leonesa.

## Demografía
Cuenta con una población de 699 habitantes (INE 2024).
| Gráfica de evolución demográfica de Priaranza del Bierzo entre 1842 y 2021                                            |
| |
| Población de derecho según los censos de población del INE. Población de hecho según los censos de población del INE. |

### Núcleos de población
El municipio se divide en varios núcleos de población, que poseían la siguiente población en 2017 según el INE.
| Núcleo de población           | Población |
| ----------------------------- | --------- |
| Priaranza del Bierzo          | 318       |
| Villalibre de la Jurisdicción | 257       |
| Santalla del Bierzo           | 160       |
| Paradela de Muces             | 28        |
| Villavieja                    | 11        |
| Ferradillo                    | 11        |

## Cultura

### Patrimonio

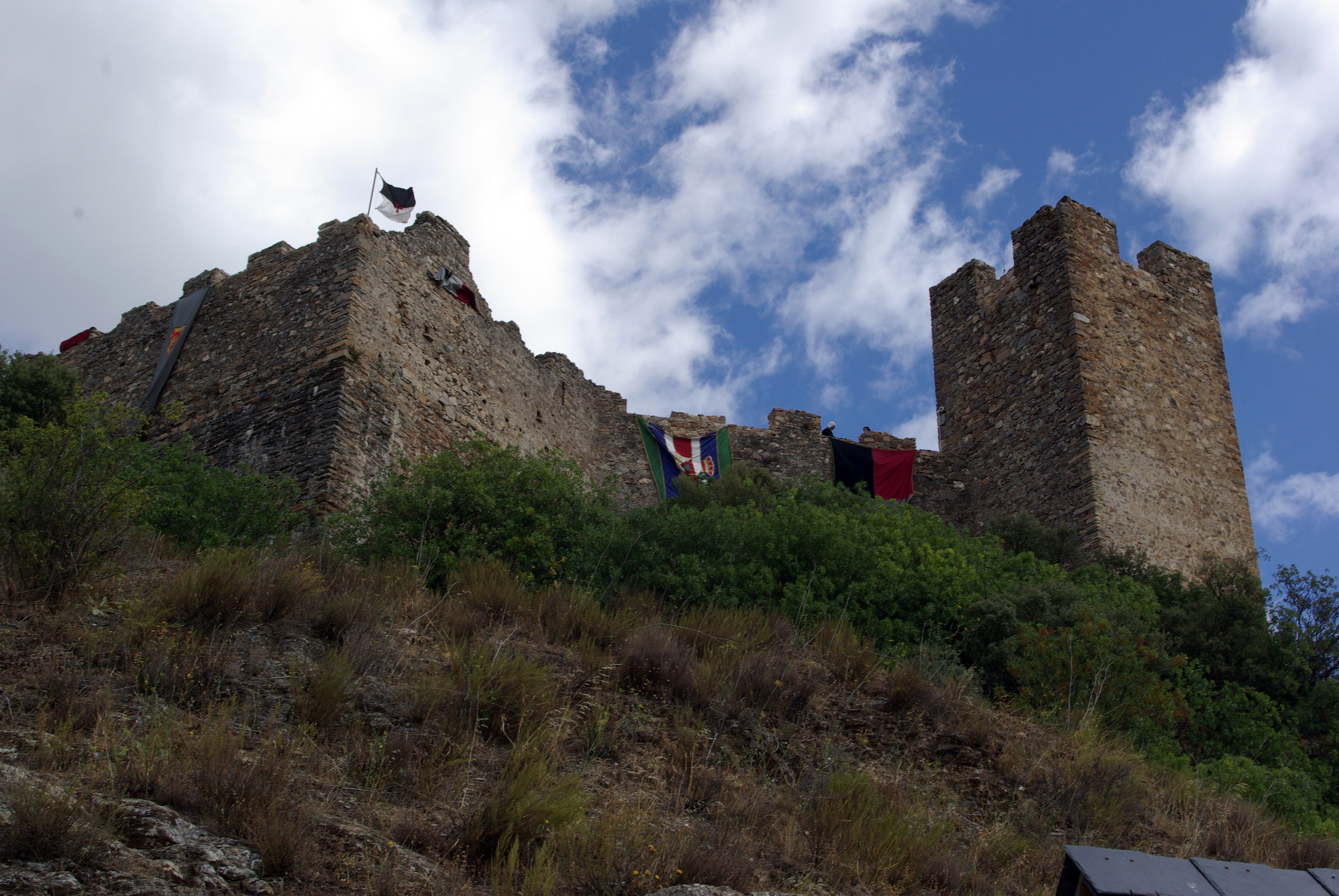
Castillo de Cornatel

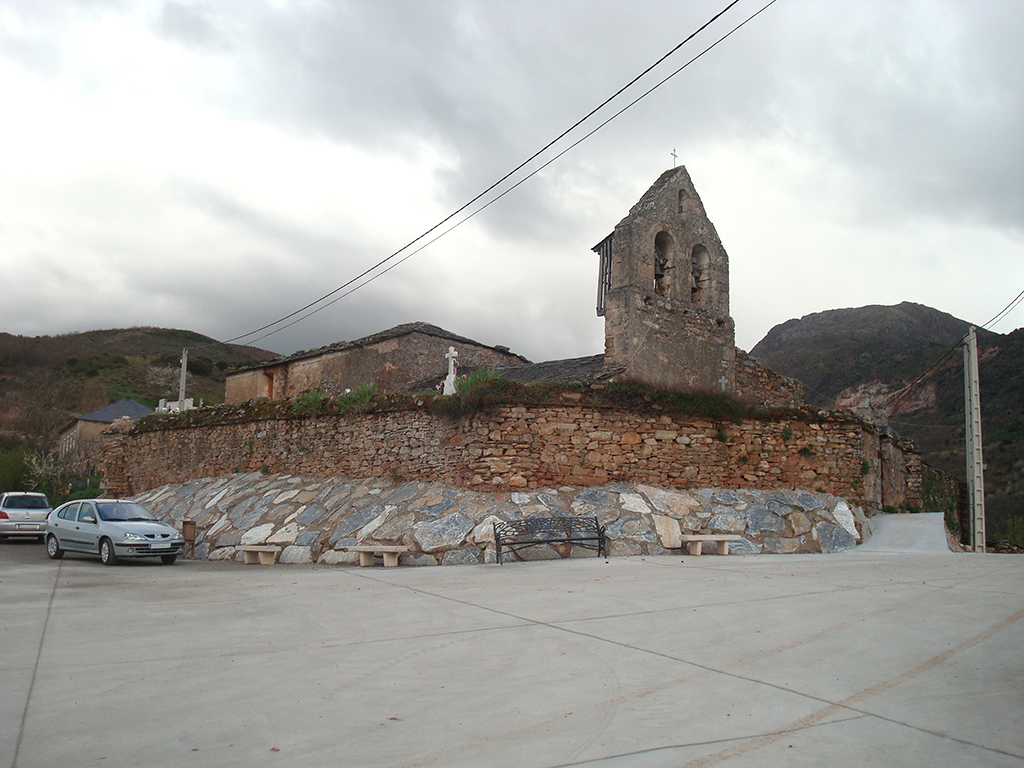
Iglesia de San Miguel (Paradela de Muces)

- Castillo de Cornatel. Erigido en la Edad Media, en él centró el romántico Enrique Gil y Carrasco la historia de la novela El señor de Bembibre.
- Mirador del Bierzo, situado en Santalla.
- Escultura del Caballero Templario, situado en Priaranza.
- Arquitectura tradicional en Priaranza.
- Iglesia de San Miguel, situado en Paradela de Muces.
- Castro peña del Hombre, situado en Paradela de Muces.
- Las Barrancas, en Santalla del Bierzo.
- Iglesia de San Juan, del siglo XVI, ubicada en Villalibre de la Jurisdicción.
- Ermita de Cristo, en Villalibre de la Jurisdicción
- Canales romanos, en Villavieja y Paradela de Muces.
- Herrería, en Villavieja.
- Molino, en Villavieja.
- Lavadero, en Paradela de Muces.

### Fiestas
- Priaranza: 2 de febrero (Las Candelas), y 6 de agosto (El Salvador).
- Villalibre: 17 de enero (San Antonio Abad), 24 de junio (San Juan Bautista) y 15-16 de agosto (Nuestra Señora y San Roque).
- Santalla: 13 al 16 de julio (Santa Marina).
- Paradela: 8 de mayo (San Miguel).
- Villavieja: 25 de julio (Santiago).
- Ferradillo: Finales de agosto (San Bartolomé).